# Chaerilus ceylonensis
Espèce
Chaerilus ceylonensis est une espèce de scorpions de la famille des Chaerilidae.

## Distribution
Cette espèce est endémique du Sri Lanka,. Elle se rencontre vers Trinquemalay.

## Description
Le mâle holotype mesure 44 mm,.

## Étymologie
Son nom d'espèce, composé de ceylon et du suffixe latin -ensis, « qui vit dans, qui habite », lui a été donné en référence au lieu de sa découverte, Ceylan.

## Publication originale
- Pocock, 1894 : A small contribution to our knowledge of the scorpions of India. Annals and Magazine of Natural History, sér. 6, vol. 13, p. 72-84 (texte intégral).